# Teofan
Teofan – imię męskie pochodzenia greckiego (gr. Θεοφάνης), oznaczające „przejawienie się Boga” — złożone z gr. θεός (theos, „bóg”) i φανης (phanes, „objawić się, ukazać się”). Imię to notowane jest w źródłach polskich (na Śląsku, w Wielkopolsce i na Mazowszu) od XIV wieku, w formie Tyfan. Świętych, noszących to imię, było co najmniej sześciu.
Żeński odpowiednik: Teofania.
Imię w Polsce jest rzadkie. W styczniu 2024 r. w rejestrze PESEL, wśród publicznie dostępnych danych dotyczących osób żyjących, wykazano 5 mężczyzn o imieniu Teofan nadanym jako imię pierwsze.
Teofan imieniny obchodzi 26 stycznia, 12 marca, 4 grudnia.

## Imiennicy
- Teofan Grek — bizantyński malarz,
- Teofan Wyznawca — bizantyjski duchowny i historyk, święty katolicki i prawosławny,
- Teofan — ukraiński pisarz, następnie metropolita Rosyjskiego Kościoła Prawosławnego,
- Fan Noli, właśc. Theofan Stilian Noli – albański biskup prawosławny,
- Teofan Pustelnik – rosyjski biskup i święty prawosławny,
- Teofan — arcybiskup Rosyjskiego Kościoła Prawosławnego,
- Fieofan Parchomienko – radziecki generał-porucznik.